# 渡辺仁
渡辺 仁（わたなべ じん、1887年（明治20年）2月16日 - 1973年（昭和48年）9月5日）は、近代日本の建築家。作品のスタイルは歴史主義様式のほか、表現派、帝冠様式、初期モダニズムと多岐にわたっている。主要作品には服部時計店、東京帝室博物館（原案）、第一生命館などがある。記念碑的な建築物を設計した。

## 年譜
1887年（明治20年）2月16日  新潟県佐渡生まれ。東京育ち。父は渡辺渡（後に東京帝国大学工科大学校長）。
1912年（明治45年）7月 東京帝国大学工科大学建築学科を卒業。卒業後、鉄道院に務めた。
1917年（大正6年）12月 逓信省入省。大臣官房経理局営繕係勤務。1920年退職。
1920年（大正9年）4月 独立し、渡辺仁建築工務所開設。
1926年（大正l5年） 建築研究のために欧米を視察。
1929年（昭和4年） 渡辺仁建築工務所内に渡辺・久米建築事務所開設。
1943年（昭和18年） 三井土建総合研究所設立。
1953年（昭和28年） 渡辺高木建築事務所開設。1967年渡辺仁建築事務所に改称。
1973年（昭和48年）9月5日 死去。墓所は品川寺。

## 主要作品

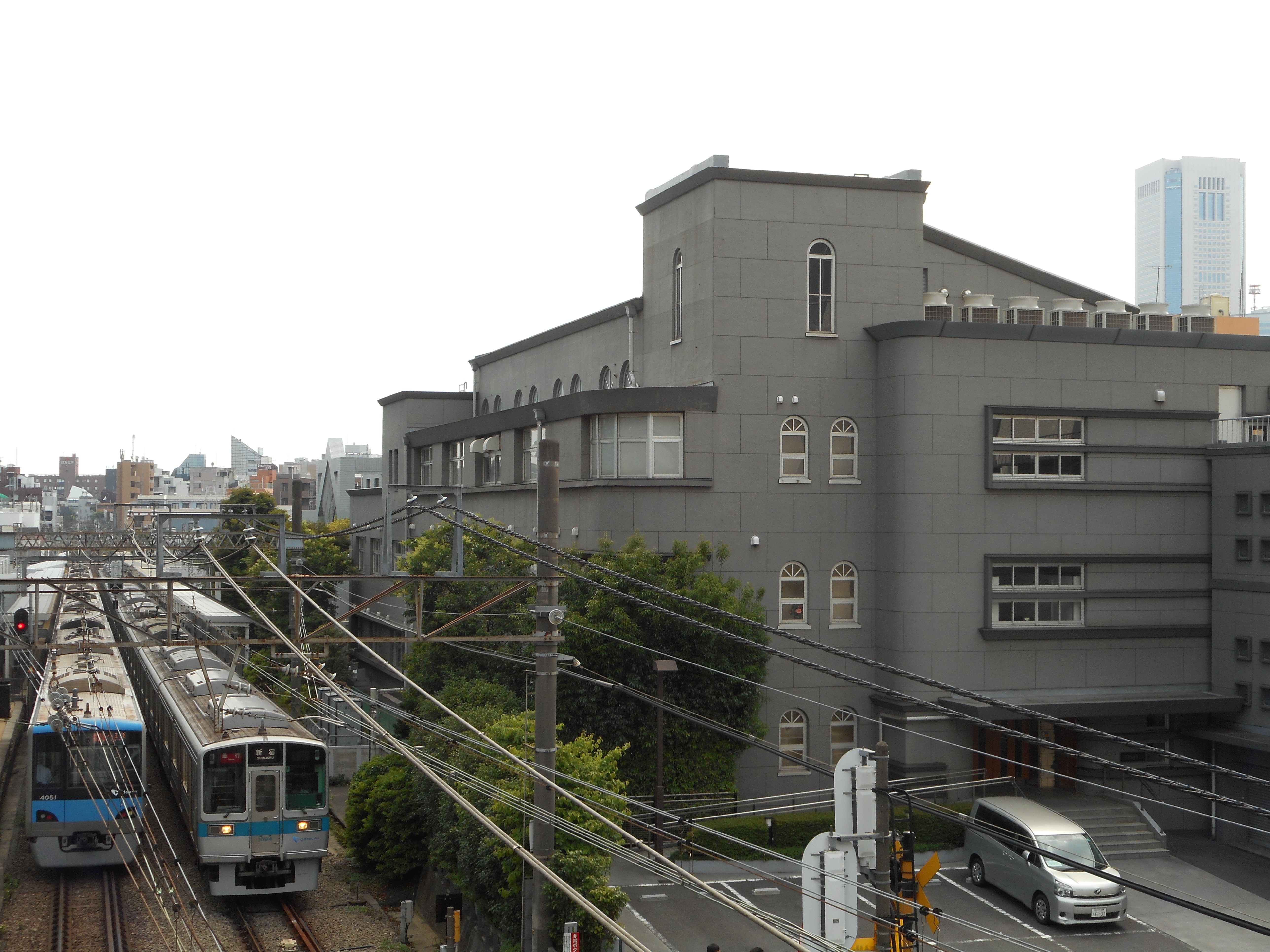
小田急南新宿ビル（旧小田急電鉄本社）

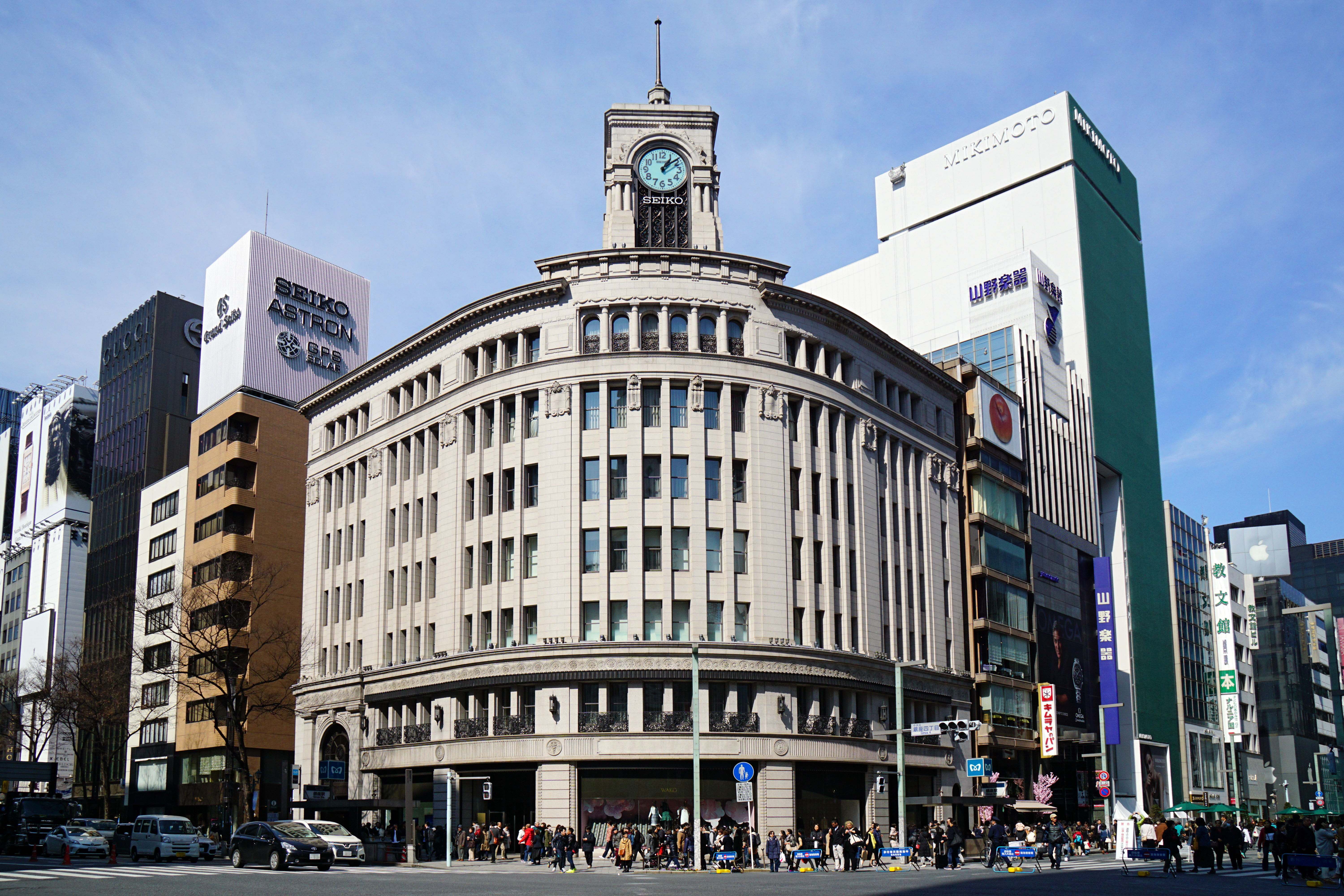
和光（旧服部時計店）

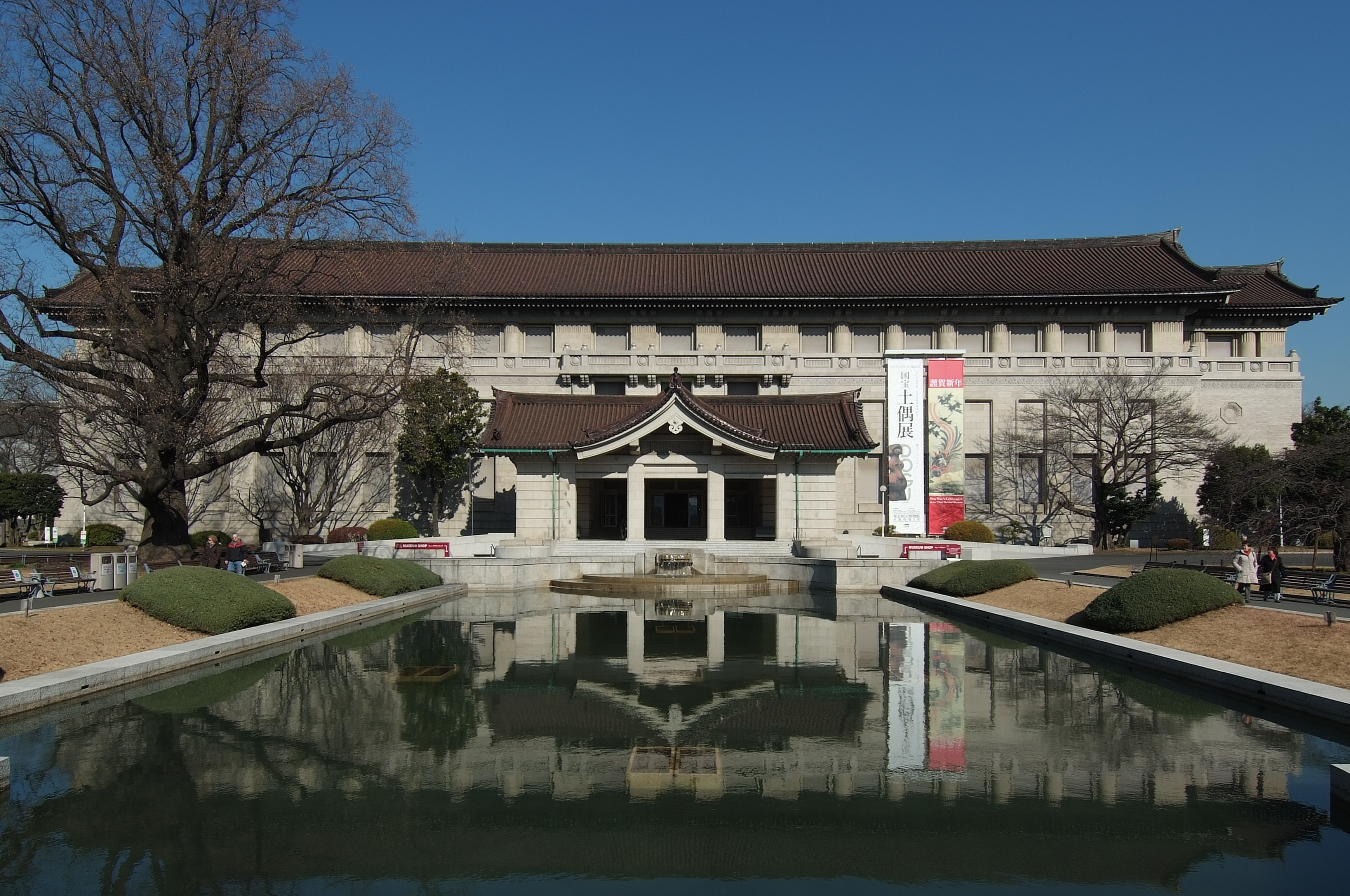
東京国立博物館

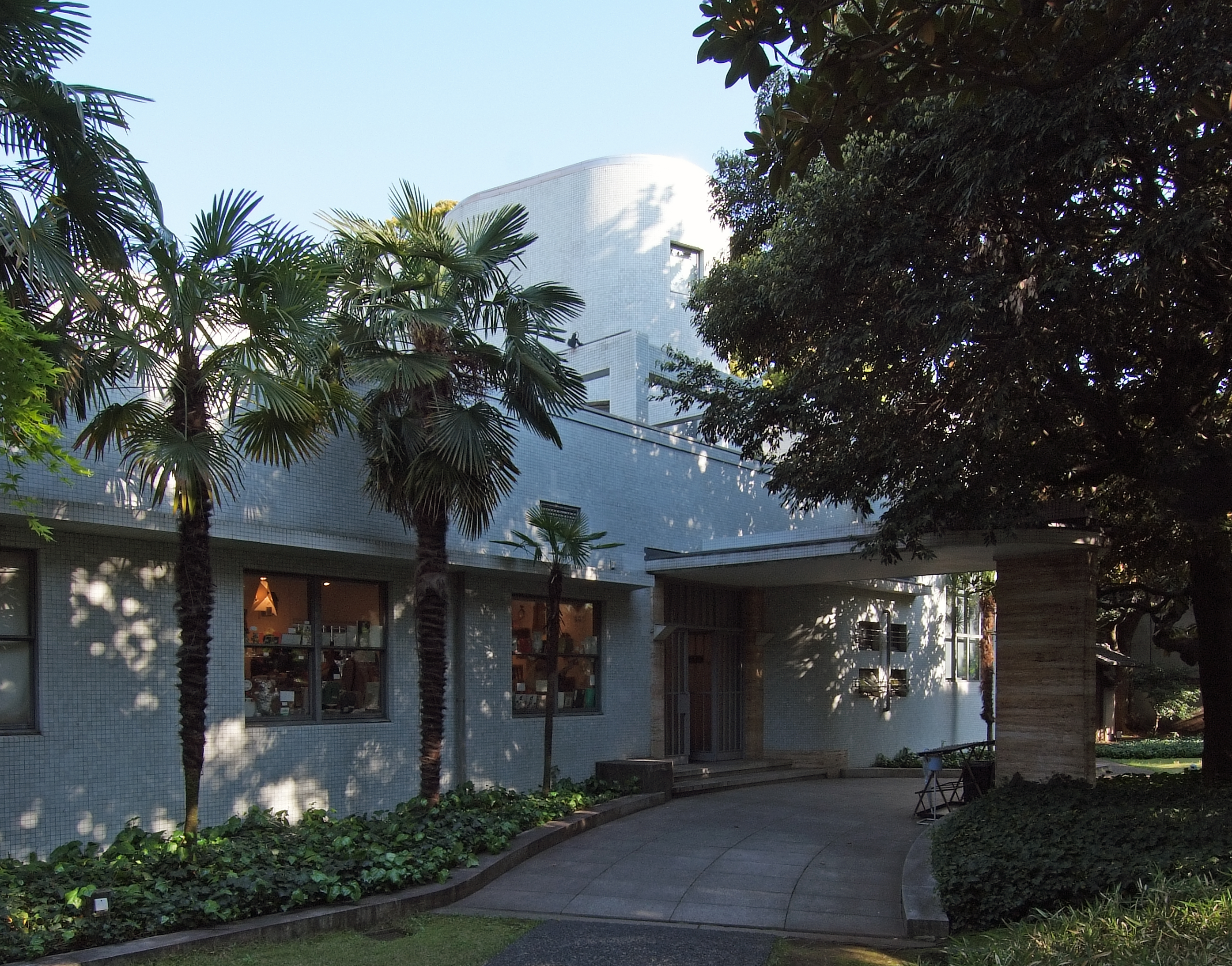
原邦造邸（原美術館）

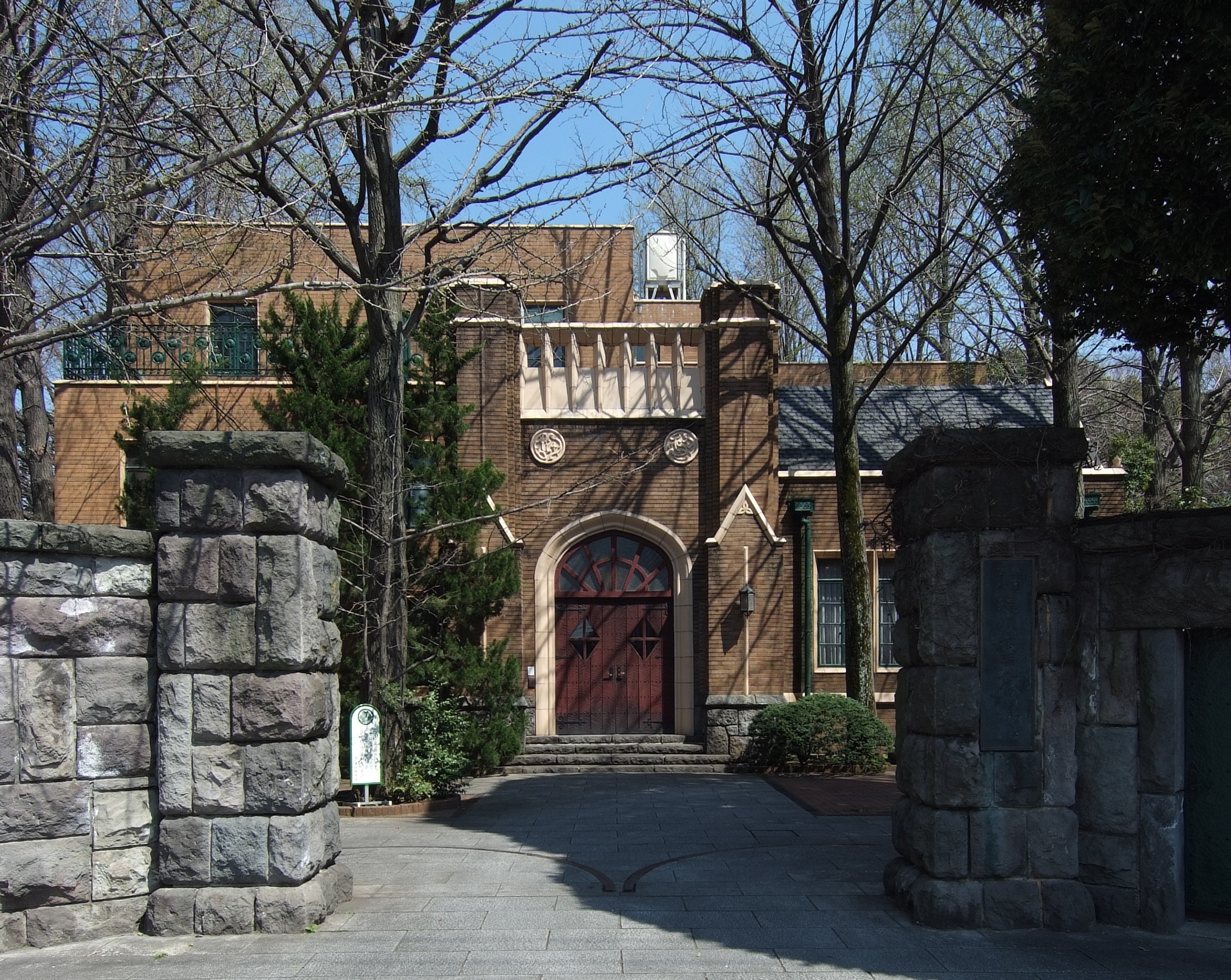
徳川黎明会本部

- 高輪電話局（1918年）
東京都港区。逓信省営繕課在職時の建築。現存せず。
- 日本橋電話局（1919年）
東京都中央区。逓信省営繕課在職時の建築。現存せず。
- 燃料研究所（1921年）
埼玉県川口市。現存せず。
- ホテルニューグランド（1927年）　
神奈川県横浜市。
- 龍角散本舗（1923年）
- 電気倶楽部（1927年）
- 小田原急行鉄道本社（1927年）
東京都渋谷区。南新宿駅に隣接している。表現派様式の建築。小田急電鉄は1975年に本社を新宿駅西口の小田急明治安田生命ビルへ移転したため、現在は小田急南新宿ビルとなっている。
- 新宿区立早稲田小学校（1928年）　
東京都新宿区。竣工当時は東京市立。
- 安藤邸（1928年）
東京都千代田区。建設会社創業家の邸宅として建設、現在は改修を受けているものの宮内省別館として東京麹町に現存。
- 徳川義親邸（現・八ヶ岳高原ヒュッテ、1928年）
- 服部時計店（1932年）
東京都中央区。現・和光。ネオ・ルネサンス様式。
- 徳川黎明会本部建物（1932年）
東京都豊島区目白。
- 日本劇場（1933年）
東京都千代田区。表現派様式の建築。現存せず。跡地には有楽町マリオンが建つ。
- 農林中央金庫有楽町ビル（1933年）
東京都千代田区。イオニア式の列柱を持つ歴史主義様式建築。現存せず。DNタワー21の壁面にイメージ再現。跡地はDNタワー21の新館（高層棟）。
- 東京帝室博物館計画案
東京都台東区。現・東京国立博物館本館。コンペ当選案。実施設計は宮内省内匠寮（1937年竣工）で渡辺は実施設計に関与していない。一般に帝冠様式の代表作と分類される（藤森照信など分類に疑問を投げかける建築史家もいる）。
- 東横百貨店（1934年）
東京都渋谷区。後の東急百貨店東横店東館。2013年取り壊し、現存せず。
- 日向家熱海別邸（1934年）
静岡県熱海市。2階建ての和風建築。B.タウトがインテリアを設計した地下室部分（1936年）が国の重要文化財。渡辺による和風建築（上屋）は重要文化財の附（つけたり）指定。
- 大阪放送会館（1936年）
大阪府大阪市中央区馬場町。指名設計競技に当選。2002年取り壊し、現存せず。
- 天満屋岡山店（1936年）
岡山県岡山市北区。
- 石坂泰三邸（1937年）
東京都渋谷区。当時第一生命専務、後に経団連会長となる石坂泰三の邸宅　現在ブルガリア大使公邸として使用される。
- 第一生命館（1938年）　
東京都千代田区。旧第一生命保険相互会社本館。松本與作と共同設計。太平洋戦争後の日本占領期、GHQの本部が置かれたことで有名。同じく渡辺の設計による農林中央金庫有楽町ビルと一体で部分保存・再開発された。西寄り部分は躯体を一部残しDNタワー21の本館として利用される。
- 原邦造邸（1938年）
東京都品川区。現・原美術館。渡辺作品としては珍しい初期モダニズム様式を採る。
- 福屋八丁堀本店（広島）（1938年）
広島県広島市。被爆し内部を全焼したが外郭は残り、現在も当時の外観に近い意匠で使用されている。